# Loxosomella ditadii
Loxosomella ditadii är en bägardjursart som beskrevs av Ernst Marcus 1968. Loxosomella ditadii ingår i släktet Loxosomella och familjen Loxosomatidae. Inga underarter finns listade i Catalogue of Life.